# حتمية تاريخية
الحتمية التاريخية. مفهوم فلسفي سياسي مفاده أن للتاريخ البشري مسار نحو اتجاه معين، ولو أحطنا علما بكل العناصر والقوى التي تؤثر عليه يمكننا التنبؤ به أو التأثير عليه. يرتبط هذا المفهوم غالبا بكارل ماركس ومبدأ المادية التاريخية.

## ماركس والماركسية
لا يزال الجدل قائما ما إذا كان ماركس يعتقد بمسار حتمي للتاريخ وما القوة المحركة لذلك. من بين من يهتم بفكر ماركس الحتمي الماركسيون، الذين يبحثون عن دروس إستراتيجية لمشروعهم السياسي؛ وأيضا الوضعيون والتحليليون الذين يريدون اختزال فكر ماركس إلى مجموعة محددة من الفرضيات، يمكنهم إثباتها أو (في الغالب) دحضها. في مؤلفات ماركس عدد من المرشحين ليكونوا القوة الدافعة للتاريخ، ولكن هنالك تحفظات على كل منهم.
في البيان الشيوعي ، كتب ماركس وإنجلز «إن تاريخ أي مجتمع حتى الآن، ليس سوى تاريخ صراعات طبقية». نتائج الصراع الطبقي في ظل الرأسمالية هي «أمر حتمي»، ألا وهو النظام الاشتراكي. لا يمكن التنبؤ إلى ما سيؤول هذا الصراع، الجانب الحتمي هنا محدود: لم يعن ماركس سوى أن كل بروليتاريا ستختار نظام يلبي مصالحها الخاصة وبالتالي نظام غير رأسمالي. فكرة أن الصراع الطبقي محرك للتاريخ شائعة في الماركسية الكلاسيكية وأيديولوجية الديمقراطية الاجتماعية المبكرة. آمن بهذه الفكرة كل من ادوارد برنشتاين وفلاديمير لينين.
في مكان آخر في البيان مكتوب أن الصراع الطبقي في القرون الماضية كان ينتهي «في كل مرة إما بتحول ثوري للمجتمع كله، إما بهلاك كلتا الطبقتين المتصارعتين»، مما جعل إريك هوبسباوم ينفي صفة الفكر الحتمي عن تلك الوثيقة.
إن التكنولوجيا هي قوة دافعة أخرى محتملة للتاريخ. تأويل ماركس الحتمي التكنولوجي كان رائجا في الفكر الشيوعي السوفياتي، وكان جزءا من التحديث السريع لروسيا المتخلفة ما بعد الثورة.
بحسب تأويل ديفيد هارفي لفكر ماركس، بناء على جزء من رأس المال، فإن ماركس لم يؤمن بالحتمية. يشير هارفي إلى أن ماركس لم يطرح في أي مكان في هذا الكتاب وجود عامل سببي أوحد للتاريخ، لكنه يعدد بعض العلاقات السببية. وفقا لهارفي يمكن تمييز ستة عوامل رئيسية يطرحها ماركس لتطور الرأسمالة:
- التكنولوجيا؛
- نمط الإنتاج (النظام الاقتصادي);
- العلاقة مع الطبيعة؛
- إعادة إنتاج الحياة اليومية؛
- التمثيل العقلي العالم;
- العلاقات الاجتماعية.

هذه العوامل الستة مذكورة في حاشية واحدة تعتبر التكنولوجيا ما يكشف العوامل الأخرى، ولكن من دون عامل. وفقا لهارفي يجب اعتبار أن علاقة العوامل متبادلة (جدلية) وليست بنية سببية.